# Teratocephalus annulatus
Teratocephalus annulatus är en rundmaskart. Teratocephalus annulatus ingår i släktet Teratocephalus och familjen Teratocephalidae. Inga underarter finns listade i Catalogue of Life.